# 张银景
张银景（1951年5月26日—1979年9月3日）是一名韩国男子柔道运动员。他在1976年蒙特利尔夏季奥林匹克运动会中，参加了男子柔道比赛并获得轻量级银牌。